# 越生町
越生町（おごせまち）は、埼玉県の中部に位置し、入間郡に属する町。
人口は約1万1千人。関東三大梅林の1つである越生梅林を有する。

## 地理
- 山：高取山（172m）、大高取山（376m）、雨乞山（340.3m）、笹山（183m）、大観山（176m）、 虚空蔵尊さくら山（170m）、羽賀山（566m）、弘法山（165m）、上谷の大クス山（250m）、龍ヶ谷のヤマザクラ山（550m）、越上山（556m）、東砥山（240m）、神ノ座山（304m）、桂木山（367m）[2]
- 河川：越辺川、上殿川
- 最高地点：795m（飯盛山）

## 歴史
- 1889年4月1日 - 入間郡越生、上野、如意、黒岩、西和田、大谷、鹿下、成瀬村、比企郡古池村の9か村が合併、入間郡越生町が成立。
- 1955年2月11日 - 梅園村を編入。
- 2016年 4月29日 -  全国で初めて「ハイキングのまち」を宣言する。

### 町名の由来
「越生」を「おごせ」と読む難読地名であるが、その由来は諸説あるものの、この地が関東平野の西端で秩父山地に接しているために秩父地方との往来は尾根を越していかねばならず、その「尾根越し（おねごし）」が「尾越し（おごし）」となり、それがやがて「おごせ」と変化したと言われている。また、柳田國男も次のように述べている。

## 人口
| |                                        |  |
| 越生町と全国の年齢別人口分布（2005年） | 越生町の年齢・男女別人口分布（2005年） |  |
| ■紫色 ― 越生町 ■緑色 ― 日本全国 | ■青色 ― 男性 ■赤色 ― 女性              |  |
| 越生町（に相当する地域）の人口の推移 \| 1970年（昭和45年） \| 10,147人 \| \| \| 1975年（昭和50年） \| 10,734人 \| \| \| 1980年（昭和55年） \| 11,361人 \| \| \| 1985年（昭和60年） \| 11,622人 \| \| \| 1990年（平成2年） \| 12,497人 \| \| \| 1995年（平成7年） \| 13,609人 \| \| \| 2000年（平成12年） \| 13,718人 \| \| \| 2005年（平成17年） \| 13,356人 \| \| \| 2010年（平成22年） \| 12,540人 \| \| \| 2015年（平成27年） \| 11,716人 \| \| \| 2020年（令和2年） \| 11,029人 \| \| |                                        |  |
| 総務省統計局 国勢調査より |                                        |  |
| 1970年（昭和45年） | 10,147人                               |  |
| 1975年（昭和50年） | 10,734人                               |  |
| 1980年（昭和55年） | 11,361人                               |  |
| 1985年（昭和60年） | 11,622人                               |  |
| 1990年（平成2年） | 12,497人                               |  |
| 1995年（平成7年） | 13,609人                               |  |
| 2000年（平成12年） | 13,718人                               |  |
| 2005年（平成17年） | 13,356人                               |  |
| 2010年（平成22年） | 12,540人                               |  |
| 2015年（平成27年） | 11,716人                               |  |
| 2020年（令和2年） | 11,029人                               |  |

## 行政

### 町長
- 新井康之（2021年2月25日就任、1期目）

### 歴代町長
- 越生町歴代町長[4]

### 広域行政
一部事務組合
- 西入間広域消防組合:毛呂山町､鳩山町とともに、西入間広域消防組合の運営を行っている。
- 広域静苑組合:毛呂山町､鶴ヶ島市､鳩山町、坂戸市とともに、火葬場の運営を行っている。
- 毛呂山･越生･鳩山公共下水道組合:毛呂山町､鳩山町とともに、下水道事業を行っている。
- 坂戸地区衛生組合:坂戸市､鶴ヶ島市､毛呂山町､鳩山町とともに、し尿処理を行っている。
- 埼玉西部環境保全組合:鶴ヶ島市､毛呂山町､鳩山町とともに、ごみ処理を行っている。

協議会
- 埼玉県川越都市圏まちづくり協議会（通称「レインボー協議会」）：川越市、坂戸市、鶴ヶ島市、入間郡毛呂山町・越生町、比企郡川島町の3市3町で構成され、各市町がそれぞれ進めている地域特性を生かしたまちづくりを広域的視点から互いに連携・協力しながらひとつの都市圏として発展していくことを目指している。例として図書館などの公共施設の相互利用、広報紙の相互掲載、参加市町の観光スポットを紹介した「広域観光ガイド」の発行等を行っている。かつて日高市が所属していたが、令和元年（2019年）度をもって退会した。ただし公共施設の相互利用については継続している。

## 議会

### 町議会
- 定数：11人
- 任期：2019年8月1日 - 2023年7月31日

### 衆議院
- 選挙区：埼玉9区（飯能市、狭山市、入間市、日高市、入間郡（毛呂山町、越生町））
- 任期：2021年10月31日 - 2025年10月30日
- 当日有権者数：404,689人
- 投票率：55.44％

| 当落 | 候補者名 | 年齢 | 所属党派   | 新旧別 | 得票数    | 重複 |
| ---- | -------- | ---- | ---------- | ------ | --------- | ---- |
| 当   | 大塚拓   | 48   | 自由民主党 | 前     | 117,002票 | ○    |
|      | 杉村慎治 | 45   | 立憲民主党 | 新     | 80,756票  | ○    |
|      | 神田三春 | 67   | 日本共産党 | 新     | 21,464票  |      |

## 経済

### 産業
農業
江戸時代から越生梅林に表されるように、果樹生産・加工業が盛んである。
- 梅 - 栽培面積40ヘクタール、年間収穫量約225トンで、県内随一の産地となっている。
- ゆず - 栽培面積25ヘクタール、年間生産量約100トンで、収穫量、出荷量はともに関東一の産地となっている。

工業
- 越生うちわ（伝統工芸） - 明治時代末には２４０万本の製造数があった大産業であったが、現在は1件を残すのみとなっている。一般的な丸い団扇ではなく、四角い形をしており頑丈であるため、強い風が起こせるという特徴がある。
- 建具 - 周辺地域と同じく、かつては建具産業が盛んだった。

### 金融機関
- 埼玉縣信用金庫 越生支店
- 飯能信用金庫 越生支店
- JAいるま野農業協同組合 越生支店

## 地域

### 教育
小学校
- 越生町立梅園小学校
- 越生町立越生小学校

中学校
- 越生町立越生中学校

高等学校
- 埼玉県立越生高等学校
- 武蔵越生高等学校
- 清和学園高等学校

専修学校
- 越生自動車大学校

### 町の施設
- やまぶき公民館
- ゆうがく館
- 中央公民館
- 山吹保育園
- 地域交流センター
- 武道館
- 町立図書館

### 一部事務組合の施設
- 広域静苑組合越生斎場

### 警察
西入間警察署（坂戸市）管轄
- 越生交番
- 梅園駐在所

かつて当町には越生警察署があったが、1974年に入間郡坂戸町（現:坂戸市）に西入間警察署が建設され移転した。

### 消防
- 西入間広域消防組合（毛呂山町）
  - 越生分署
- 西入間広域消防組合消防団
  - 越生消防団

### 電話番号
市外局番は町内全域が「049」。市内局番が「2XX」の地域との通話は市内通話料金で利用可能（川越MA）。収容局は越生局のみ。

### 郵政
郵便番号は町内全域が「350-04xx」である。
- 越生郵便局 - 越生町全域の集配を担当
  - 越生高取郵便局

## 交通

### 鉄道路線
中心となる駅：越生駅
- 東日本旅客鉄道（JR東日本）
  - 八高線
    - 越生駅
- 東武鉄道（東武東上線）
  - 越生線
    - 越生駅 - 武州唐沢駅

- 町への主要アクセスは東武越生線であり、越生線は坂戸駅において東武東上本線と接続しており、池袋駅までは約1時間程度である。

### バス路線
- 越生駅西口 - ニューサンピア埼玉おごせ - 梅林入口 - 黒山（黒山三滝）（川越観光バス：OS01、OS02、OS03、OS04系統）
- 越生駅東口 - 県立越生高校前 - チサン霊園 - せせらぎバスセンター（ときがわ町路線バス：と05-2系統）
- 越生駅東口 - 県立越生高校前 - 上熊井農産物直売所 - 高坂駅西口（鳩山町営路線バス：北部線）

かつて、当町には東武バスの車庫（川越営業所越生出張所）が存在したが、1977年に坂戸市に移転して川越営業所坂戸出張所となった。

### タクシー
タクシーの営業区域は県南西部交通圏。

### 道路
県道
- 主要地方道
  - 埼玉県道30号飯能寄居線
  - 埼玉県道41号東松山越生線
  - 埼玉県道61号越生長沢線
- 一般県道
  - 埼玉県道114号川越越生線
  - 埼玉県道187号越生停車場線

高速道路でのアクセス
高速道路は町内を通っていないが、鶴ヶ島市にある圏央道圏央鶴ヶ島ICの出口標識が「鶴ヶ島　越生」となっている。
- 首都圏中央連絡自動車道・圏央鶴ヶ島ICから、国道407号・埼玉県道114号川越越生線を利用して約13km
- 関越自動車道・東松山ICから、国道254号・埼玉県道41号東松山越生線を利用して約13km

## 観光ほか

### 名所
越生梅林周辺

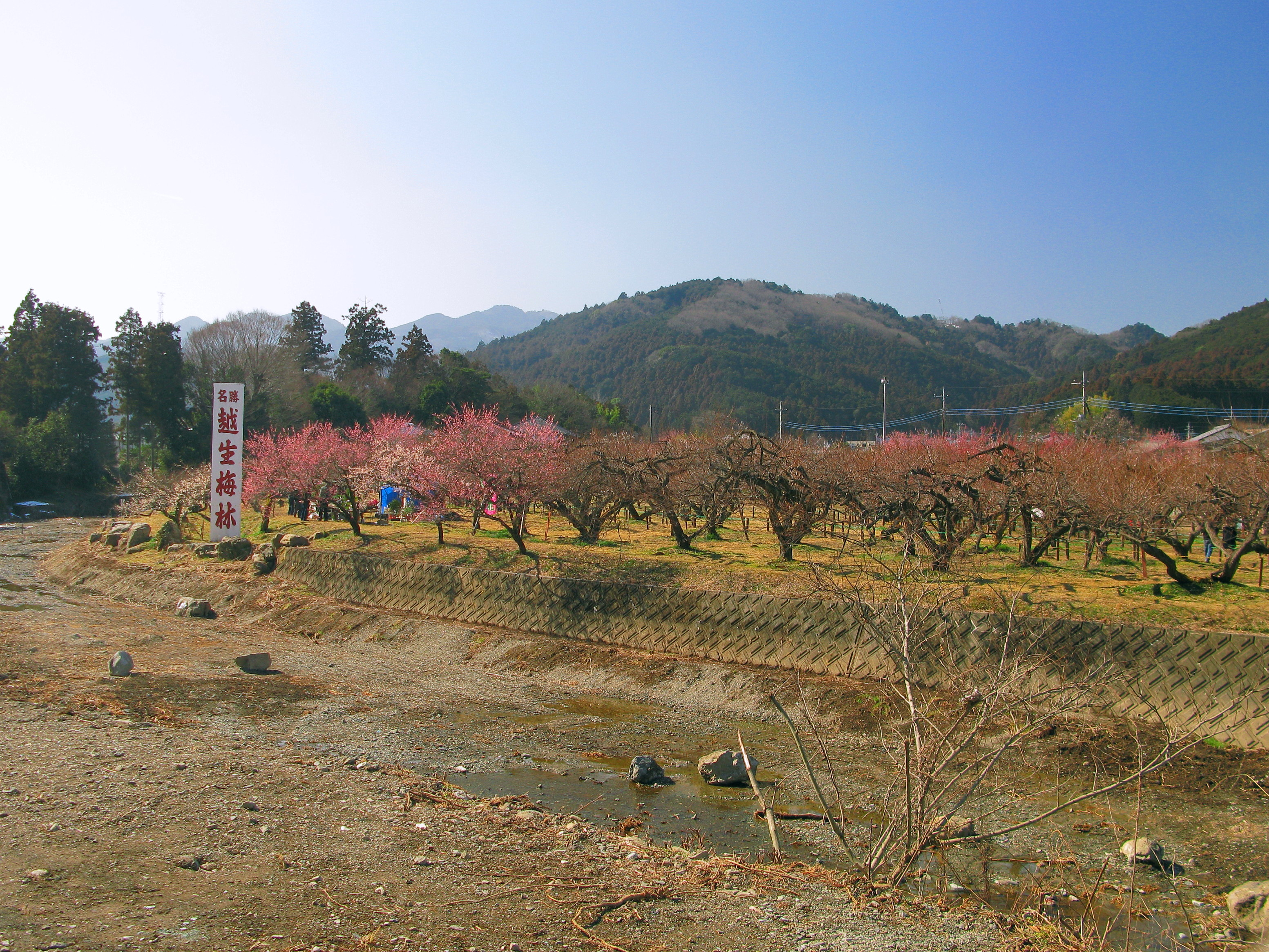
越生梅林

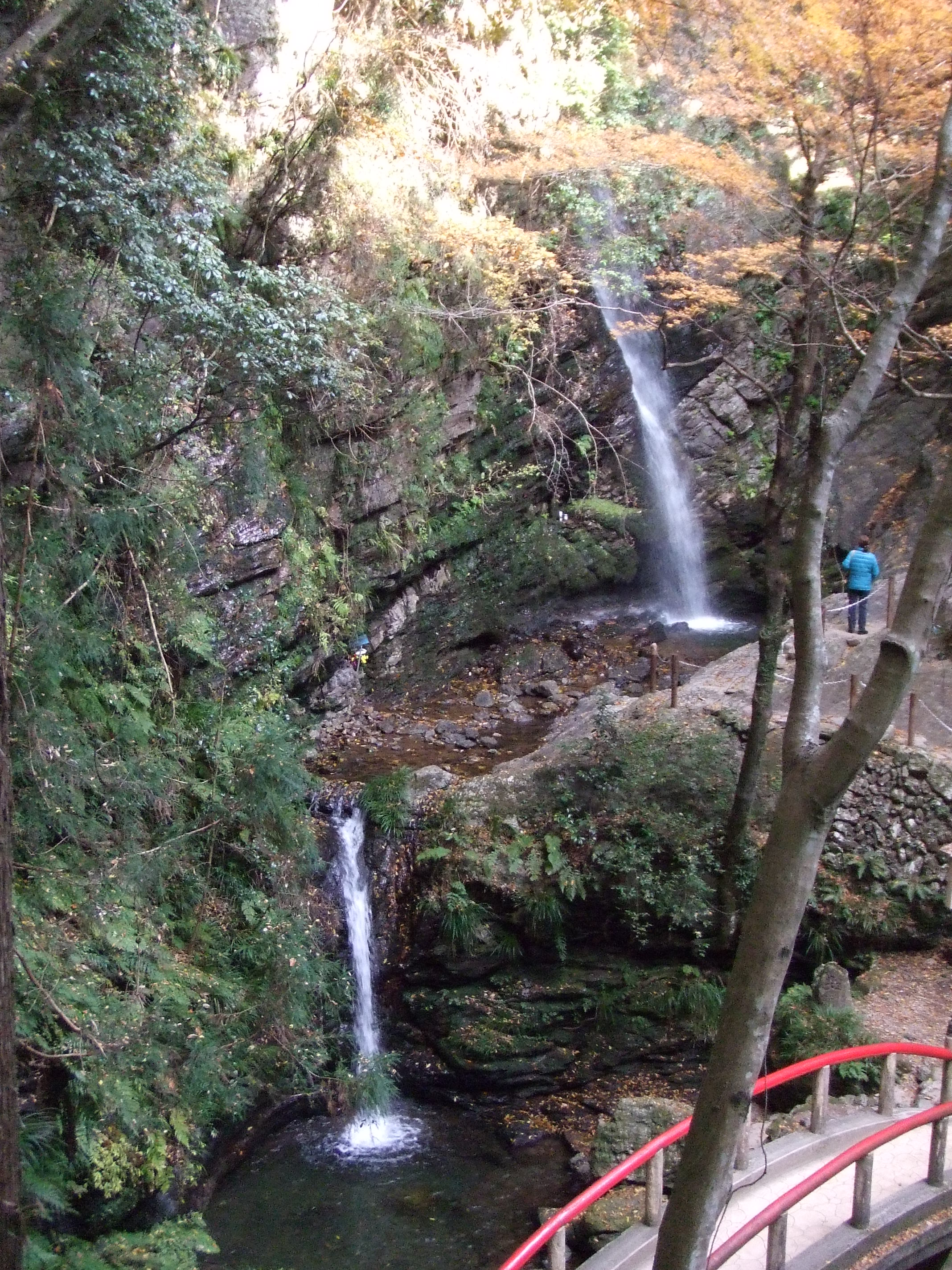
黒山三滝

- 越生梅林 - 関東三梅林、付近は江戸時代からの行楽地として知られる。梅を栽培している農家が多い。
- 梅園神社 - 元は小杉天神社
- 慈雲閣
- 佐藤酒造店
- 健康寺 - 太田道灌の父、太田道真の隠居地

黒山周辺
- 黒山三滝 - 室町時代に山岳宗教修験道の拠点として開かれ、江戸時代に人気の行楽地となった。
- 四寸道 - 下戸橋から高山不動（常楽寺）や子の権現を結ぶ尾根筋の旧道である[6]。
- 黒山鉱泉
- 龍穏寺 - 太田道真､道灌親子に縁のある寺。江戸時代には関三刹として明治維新までの間絶大な権力を持っていた。
- 戸神の代官屋敷

越生駅周辺
- 山吹の里
- 法恩寺
- 五大尊つつじ公園 - 手前の五大尊明王から小高い山にかけて一面のつつじ。関東屈指のつつじの名所[7]、その歴史は江戸期から続く。
- 春日神社
- さくらの山公園

その他
- 越生10名山
- 上谷の大クス
- あじさい山公園
- ゆうパークおごせ
- ニューサンピア埼玉おごせ　（旧埼玉厚生年金休暇センター）
- 大宅壮一文庫越生分館

### 祭事
- 世界無名戦士之墓慰霊祭（5月第2土曜日）
- 越生まつり（7月第4土曜日・日曜日）
- 虚空蔵尊だるま市（3月11日土曜16時から21時 12日日曜9時から17時）

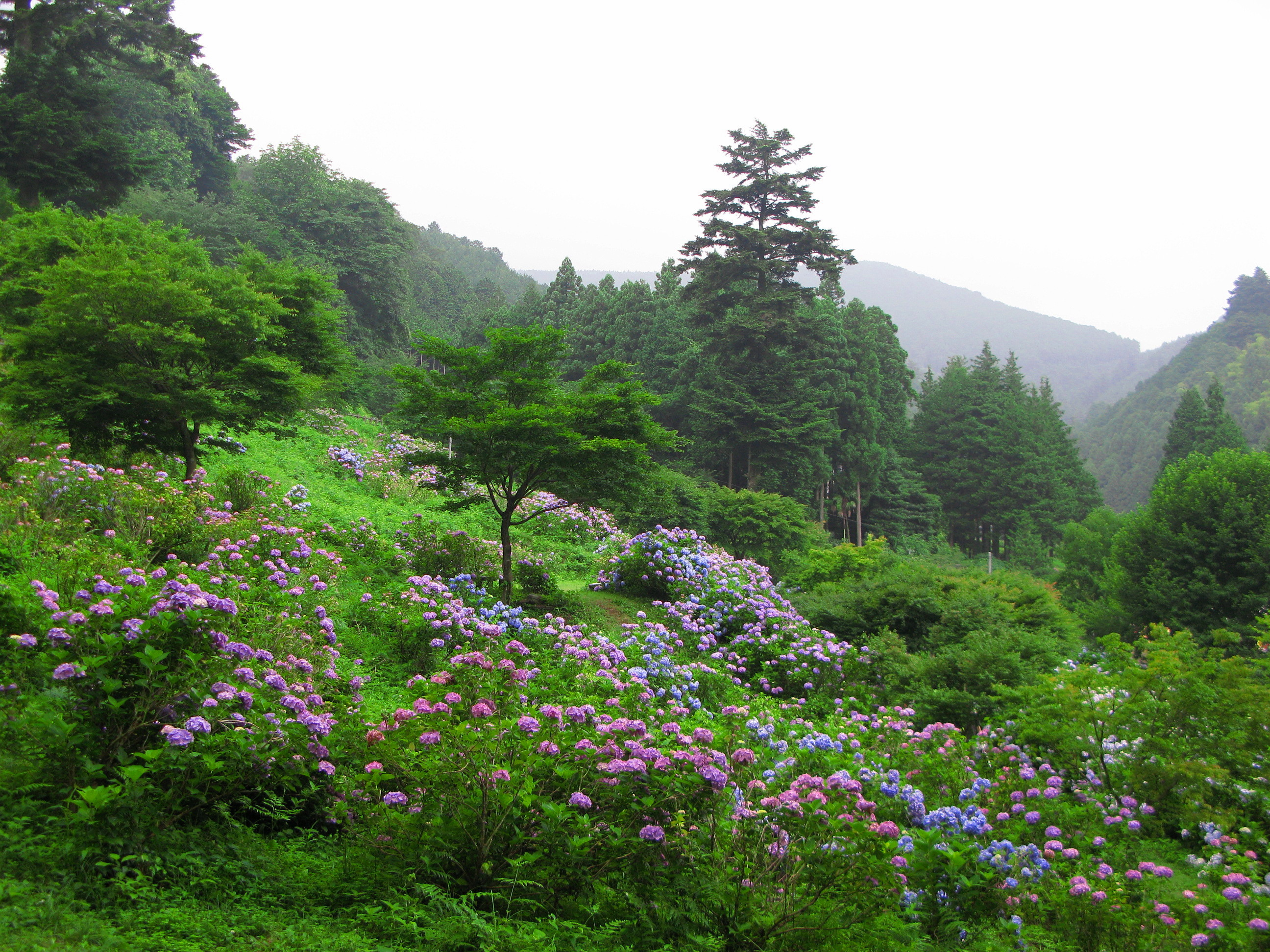
あじさい山公園
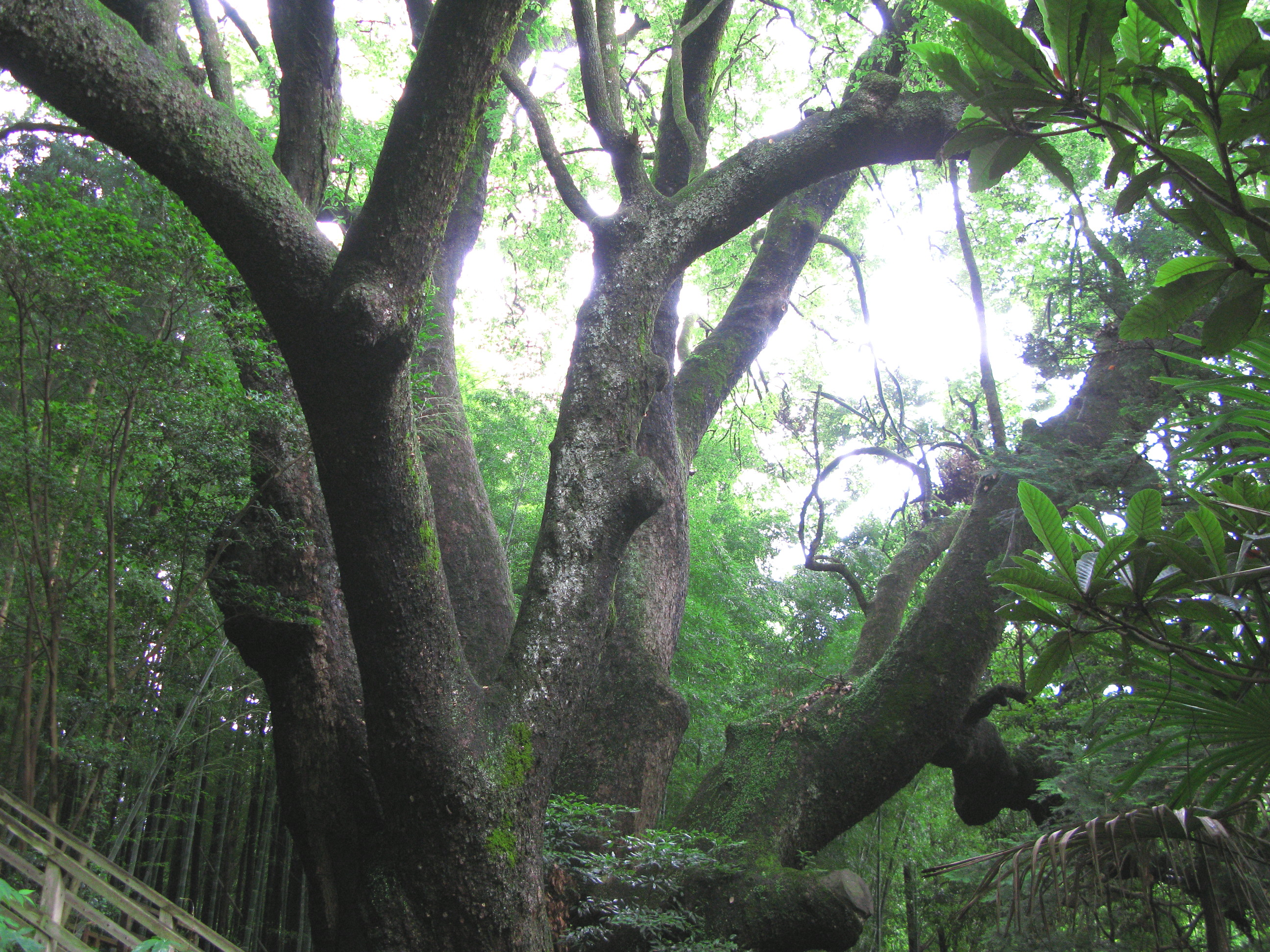
上谷の大クス
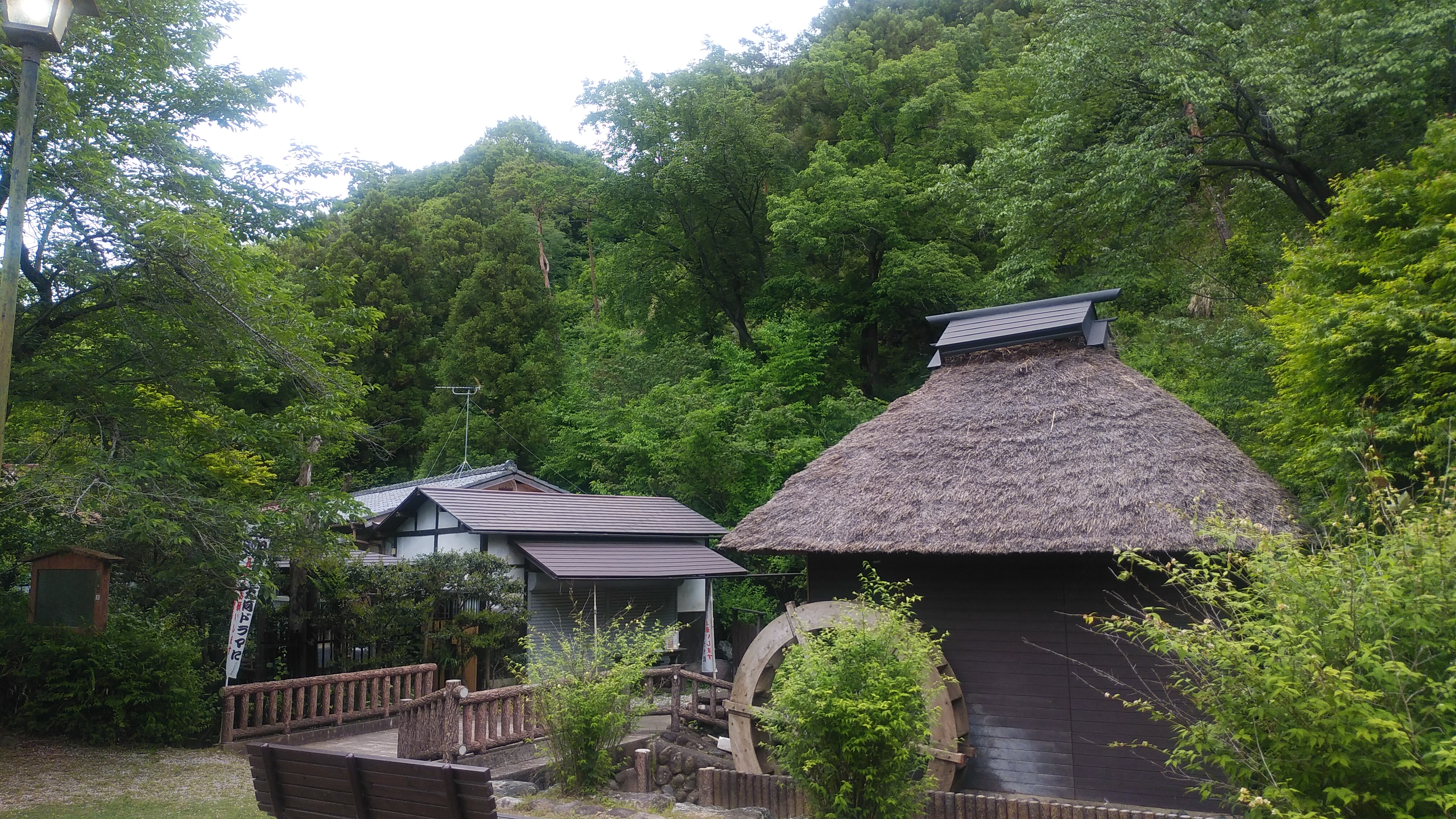
山吹の里歴史公園

## 著名な出身者
- 田代三喜（室町時代後期の医師）
- 島田裕介（サッカー選手）
- SUSHIBOYS (ヒップホップグループ)
- 宮﨑照宣（物理学者、東北大学名誉教授、町民栄誉賞受賞）

## 事件・事故
1996年に町民の7割にあたる8800名の集団感染事件が発生した。これは町営水道の消毒が不完全であったためクリプトスポリジウム原虫が水道水に混入したためである。なお、この原虫は越辺川上流においてヒト由来により混入したことが示唆されているものの、具体的な混入地点が特定されたという情報は確認されていない。